# Keith Allen
Keith Philip George Allen (n. 2 de septiembre de 1953) es un exitoso actor, comediante, autor y presentador galés, más conocido por sus numerosas participaciones en televisión.

## Biografía
Es hijo de Edward Charles, tiene dos hermanos: uno de ellos es el actor y director británico Kevin Allen.
Es muy buen amigo del amigo artista Damien Hirst, también es amigo del comediante Michael Barrymore y del novelista Jake Arnotty.
En 1982 se casó con la productora inglesa Alison Owen, la pareja tuvo dos hijos: la cantante Lily Allen el 2 de mayo de 1985 y el actor Alfie Owen-Allen el 12 de septiembre de 1986, más tarde en 1989 la pareja se divorció.
Poco después se casó con la productora de televisión y cine británica Nira Park, pero más tarde la pareja se divorció. Durante su relación con Nira, Keith mantuvo una aventura con la actriz inglesa Julia Sawalha.
Keith tiene otros tres hijos de otras relaciones.
Actualmente sale con la actriz inglesa Tamzin Malleson, la pareja le dio la bienvenida a su primera hija juntos Teddie Rose Allen en abril de 2006.

## Carrera
En 2006 se unió al elenco principal de la serie Robin Hood donde interpretó al peligroso Vasey el Sherif de Nottingham, hasta el final de la serie en 2009.

## Carrera musical
Fue miembro de la banda de punk llamada "Atoms" a finales de la década de 1970.
Keith es miembro de la banda "Fat Les" junto a Damien Hirst y Alex James. Kieht compuso e interpretó la canción "Vindaloo" (1998).

## Filmografía

### Series de televisión
| Año             | Título                   | Personaje              | Notas                        |
| --------------- | ------------------------ | ---------------------- | ---------------------------- |
| 2016            | Death in Paradise        | Neil Jenkins           | episodio # 5.5               |
| 2015            | SunTrap                  | Señor Big              | 3 episodios                  |
| 2015            | Undercover               | Tommi Lylozian         | episodio # 1.3               |
| 2014-2015       | My Mad Fat Diary         | Víctor                 | 3 episodios                  |
| 2015            | Uncle                    | Frank                  | episodio # 2.5               |
| 2013            | Talking to the Dead      | Robbie Griffiths       | episodio # 1.2               |
| 2013            | By Any Means             | Nicholas Mason         | episodio # 1.1               |
| 2013            | Great Night Out          | Agricultor             | episodio # 1.5               |
| 2011            | The Body Farm            | Det. Insp. Hale        | 6 episodios                  |
| 2005, 2011      | New Tricks               | Roger McHugh           | 2 episodios                  |
| 2011            | Case Histories           | Richard Moat           | 2 episodios                  |
| 2011            | The Runaway              | Danny Dixon            | 6 episodios                  |
| 2006-2009       | Robin Hood               | Sheriff of Nottingham  | 37 episodios                 |
| 2007            | Mobile                   | Sir James Corson       | 3 episodios                  |
| 2004-2006       | Bodies                   | Mr. Tony Whitman       | 17 episodios                 |
| 2006            | Hotel Babylon            | Mr. Irwin              | episodio # 1.6               |
| 2006            | Agatha Christie's Marple | Inspector Graves       | episodio "The Moving Finger" |
| 2005            | Twisted Tales            | G.R.                   | episodio "Murder Me"         |
| 2004            | Black Books              | Dave "Mouse Ear" Smith | episodio "A Little Flutter"  |
| 1998-1999, 2003 | Roger Roger              | Dexter                 | 7 episodios                  |

### Películas
| Año  | Título                 | Personaje   | Notas                                                                                               |
| ---- | ---------------------- | ----------- | --------------------------------------------------------------------------------------------------- |
| 2013 | The Magnificent Eleven | Dave        | junto a Sean Pertwee, Phillip Rhys, Joseph Millson, Robert Vaughn & Paul Barber                     |
| 2001 | Is Harry on the Boat?  | Carmen      | junto a Danny Dyer, Rik Young, Kate Magowan, Daniela Denby-Ashe & Donna Grant                       |
| 2001 | The Others             | Mr. Marlish | junto a Nicole Kidman, James Bentley, Alakina Mann, Fionnula Flanagan, Erick Sykes & Elaine Cassidy |

### Videos musicales
| Año  | Artista | Canción     | Notas                        |
| ---- | ------- | ----------- | ---------------------------- |
| 1993 | Björk   | "Play Dead" | apareció en el video musical |